# De omweg
De omweg is een Nederlandse film uit 2000 van Frouke Fokkema. Het verhaal is gebaseerd op een scenario van Frouke Fokkema. De film heeft als internationale titel The Detour.
De film werd in 2001 vertoond op het filmfestival van Rotterdam.

## Verhaal
Joanna is ongelukkig in de liefde. Als ze eenmaal gedumpt wordt door haar vriend, komt ze in een diepe depressie. Maar dan ontdekt ze een boek van de schrijver Thomas Bernhard, waardoor ze gefascineerd wordt, ze probeert al zijn werk te lezen. Op een vakantie in de Franse Pyreneeën ontglipt ze van haar begeleiders en reist ze af naar Oostenrijk. Daar gaat ze op zoek naar de schrijver Thomas Bernhard, die ze zo bewondert.

## Rolverdeling
| Acteur                | Personage         |
| --------------------- | ----------------- |
| Tamar van den Dop     | Joanna            |
| Willeke van Ammelrooy | Moeder van Joanna |
| Jan Decleir           | Vader van Joanna  |
| Joachim Bissmeier     | Thomas Bernhard   |
| Thom Hoffman          | Camille Kleber    |
| Therese Affolter      | Anna              |
| Peer Mascini          | Luc de Koning     |
| Liz Snoijink          | Dokter            |